# Бартелемон, Франсуа Ипполит
Франсуа Ипполит Бартелемон (фр. François Hippolyte Barthélemon; 27 июля 1741, Бордо — 20 июля 1808, Крайст-Чёрч, графство Суррей, ныне на территории Лондона) — английский скрипач, композитор и музыкальный педагог французского происхождения.
Учился музыке в Париже, играл на скрипке в оркестре Театра итальянской комедии. В 1764 г. был приглашён в Лондон как концертмейстер оркестра в Театр Его Величества и всю оставшуюся жизнь провёл в Англии.
В 1766 г. дебютировал как композитор на сцене того же театра, представив свою первую оперу «Пелопида»; в том же году женился на оперной певице Полли Янг. В 1768 г. по заказу Дэвида Гаррика написал музыку к его пьесе «Орфей», поставленной в театре Друри-Лейн; по легенде, при знакомстве Гаррика с Бартелемоном первый присел за стол и экспромтом сочинил стихотворение, которое нужно было положить на музыку, а Бартелемон, подсматривая Гаррику через плечо, за то же время сочинил для этого стихотворения мелодию. В течение этого же года представил три новых оперы в Театре Его Величества. В дальнейшем написал ещё множество музыкально-драматических произведений, шесть симфоний, разнообразную салонную музыку; особенного успеха добился в 1774 г., когда постановка Гарриком «Девушки из Дубов» Джона Бергойна стала сенсацией сезона. В 1776—1777 гг. вместе с женой гастролировал в Италии и Германии, во Флоренции была исполнена написанная им оратория «Иевфай в Массифе» (англ. Jefte in Masfa). По возвращении в Англию посвятил себя в большей степени педагогической работе, среди его учеников Джордж Бриджтауэр. В начале 1790-х гг. был близок с Йозефом Гайдном.